# Varissaari (ö i Norra Savolax, Varkaus, lat 62,46, long 27,74)
Varissaari är en ö i Finland. Den ligger i sjön Ala-Särkijärvi och i kommunen Leppävirta i den ekonomiska regionen  Varkaus ekonomiska region  och landskapet Norra Savolax, i den centrala delen av landet, 290 km nordost om huvudstaden Helsingfors. Öns area är 1,4 hektar och dess största längd är 250 meter i nord-sydlig riktning.